# 51983 Honig
51983 Honig este o planetă minoră (asteroid) din centura de asteroizi. A fost descoperită pe 19 septembrie 2001 la Fountain Hills Observatory⁠(d) de Charles W. Juels⁠(d) și a fost numită după Sebastian Florian Hönig⁠(d). 
Obiectul prezintă o orbită caracterizată de o semiaxă mare de 3,9551127406155 UAi, o excentricitate de 0,12, o înclinație de 9,4 ° în raport cu ecliptica.